# Didianema pauli
Didianema pauli là một loài ốc biển, là động vật thân mềm chân bụng sống ở biển thuộc họ Skeneidae.

## Phân bố
Loài này thường gặp ở vịnh Mexico.